# 新波克罗夫卡 (坦波夫州)
新波克罗夫卡（羅馬化：Novopokrovka）是俄罗斯坦波夫州的市级镇，为该州莫尔多沃区第二大聚居地。地处坦波夫州西南部，位于顿河流域比秋格河畔，在区行政中心莫尔多沃东北、州府坦波夫西南方，靠近坦波夫州与利佩茨克州的州界。距离最近的火车站位于莫尔多沃镇。
建于1908年，1973年设市级镇。2022年人口有1,549人；2010年人口2,047；2002年人口2,232；1989年人口3,680。